# 布魯日省議會宮

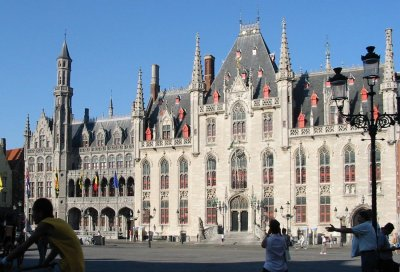

布魯日省議會宮（Provinciaal Hof）是位於比利時城市布魯日的一座建築，曾是西佛兰德省的議會辦公場所。現在的建築開始修建於1887年，並在1920年完全竣工。

## 外部連結
- Province West Flanders

51°12′32″N 3°13′31″E / 51.2089°N 3.2252°E